# Estação (rede de computadores)
Na terminologia (Wi-Fi) IEEE 802.11, uma estação (station ou STA) é um dispositivo que possui a capacidade de usar o protocolo 802.11. Por exemplo, uma estação pode ser um laptop, um PC de mesa,  um PDA, um ponto de acesso ou um telefone Wi-Fi. Uma estação pode ser fixa, móvel ou portátil. Geralmente na terminologia de redes wireless, estação, cliente wireless e nó são frequentemente usados como sinônimos e não existe distinção estrita entre esses termos. Com uma estação também se referindo como transmissor ou receptor baseado em suas características de transmissão. O IEEE 802.11-2007 define formalmente estação como: Qualquer dispositivo que contenha um meio de controle de acesso (medium access control - MAC) ou interface da camada física (physical layer - PHY) em conformidade com o IEEE 802.11 para os meios sem fio (wireless medium - WM).